# Thirst Street
Thirst Street je francouzsko-americký hraný film. Natočil jej režisér Nathan Silver podle scénáře, který napsal spolu s C. Masonem Wellsem. Hrají v něm Lindsay Burdge, Esther Garrel, Lola Bessis a další. Jeho vypravěčkou je Anjelica Huston. Burdge hraje postavu americké letušky Giny. Premiéru měl 21. dubna 2017 na Tribecském filmovém festivalu. Distribuční práva následně získala společnost Samuel Goldwyn Films a dne 20. září 2017 byl snímek uveden do amerických kin.